# جون كوغلان (سياسي)
جون كوغلان هو سياسي أسترالي، ولد في 6 نوفمبر 1934 في Chelsea, Victoria ‏ في أستراليا، وتوفي في 2 يونيو 1991. نشط حزبياً في حزب العمال الأسترالي. وقد انتخب عضو مجلس نواب تسمانيا ‏.